# Квинт Фабий Барбар Антоний Макр
Квинт Фабий Барбар Антоний Макр (лат. Quintus Fabius Barbarus Antonius Macer) — римский политический деятель и сенатор второй половины I века.
С июля по октябрь 64 года Макр занимал должность консула-суффекта вместе с Гаем Лицинием Муцианом. Его сыном или внуком был консул-суффект 99 года Квинт Фабий Барбар Валерий Магн Юлиан.